# Monique Mauclair
Pour les articles homonymes, voir Mauclair.
Monique Mauclair, fille de Jacques Mauclair, est une actrice et metteur en scène française.

## Filmographie sélective

### Cinéma
- 2023 : Jeff Panacloc : À la poursuite de Jean-Marc, film de Pierre-François Martin-Laval : Nanouche
- 2013 : La Marche de Nabil Ben Yadir  : Christiane
- 2010 : Les Aventures extraordinaires d'Adèle Blanc-Sec de Luc Besson : Miranda
- 2008 : La Première Étoile de Lucien Jean-Baptiste : Madame Marie
- 2005 : Tu vas rire, mais je te quitte de Philippe Harel : Monique
- 1981 : Quartet de James Ivory : La concierge de l'hôtel
- 1981 : Les Folies d'Élodie de André Génovès
- 1980 : Comment passer son permis de conduire de Roger Derouillat : La concierge
- 1980 : Mon oncle d'Amérique de Alain Resnais : L'institutrice

### Télévision
- 2008-2013 : Nicolas Le Floch - 6 épisodes (série télévisée) - La mère Morel
- 2010 : Bas les cœurs, téléfilm de Robin Davis - Tante Hortense
- 2006 : La Volière aux enfants, téléfilm de Olivier Guignard - Dame patronnesse 1
- 2006 : Le Doux Pays de mon enfance, téléfilm de Jacques Renard - La sœur #2 de Roger
- 2002 : La Chanson du maçon, téléfilm de Nina Companeez : Mme piou
- 2002 : Maigret - épisode 54 : La Maison de Félicie de Christian de Chalonge : Lucienne Lascouis
- 1999 : L'Atelier, téléfilm de Alexandre Tarta : Madame Laurence
- 1990 : Euroflics - épisode : Alice en enfer
- 1984 : Tu peux toujours faire tes bagages, téléfilm de Jacques Krier - La camionneuse
- 1982 : La Sorcière, téléfilm de Charles Brabant - la duchesse
- 1981 : Les Dossiers de l'écran - Le pain de fougère de Alain Boudet :  Frileuse

### Au théâtre ce soir
- 1969 : La mariée est trop belle de Michel Duran, mise en scène Jacques Mauclair, réalisation Pierre Sabbagh, Théâtre Marigny - Aurélie
- 1975 : Il était une gare de Jacques Deval, mise en scène Jacques Mauclair, réalisation : Pierre Sabbagh, Théâtre Édouard VII - Yvonne
- 1977 : La fessée de Jean De Létraz, mise en scène Jacques Mauclair, réalisation : Pierre Sabbagh, Théâtre Marigny - Sophie
- 1978 : Le greluchon délicat de Jacques Natanson, mise en scène Jacques Mauclair, réalisation : Pierre Sabbagh, Théâtre Marigny - Claire
- 1981 : Mort ou vif de Max Régnier, mise en scène Christian Duroc, réalisation : Pierre Sabbagh, Théâtre Marigny - Josyane

## Théâtre

### Comédienne
- 1973 :  Ce formidable bordel ! d'Eugène Ionesco, mise en scène de Jacques Mauclair, au Théâtre Moderne.
- 1975 : L'Homme aux valises d'Eugène Ionesco, mise en scène de Jacques Mauclair, au Théâtre de l'Atelier.

### Metteur en scène
- 1980 : Dracula Waltz de Marcel Kervan, mise en scène de Monique Mauclair, au Théâtre du Marais.
- 1991 : Pat et Sarah de Bernard Da Costa, mise en scène de Monique Mauclair, au Théâtre du Marais.
- 1991 : Grasse matinée de René de Obaldia, mise en scène de Monique Mauclair, au Théâtre du Marais.
- 1994 : La Mère confidente de Pierre Carlet de Chamblain de Marivaux, mise en scène de Monique Mauclair au théâtre ?
- 2000 : L'Atelier de Jean-Claude Grumberg, mise en scène de Gildas Bourdet, au Théâtre Hébertot
- 2006 : Landru de Laurent Ruquier, mise en scène Jean-Luc Tardieu, au Théâtre Marigny